# Gilletiodendron glandulosum
Gilletiodendron glandulosum é uma espécie vegetal da família Fabaceae.
Apenas pode ser encontrada no seguinte país: Mali.
Está ameaçada por perda de habitat.